# Fort Supply
Fort Supply is een plaats (town) in de Amerikaanse staat Oklahoma, en valt bestuurlijk gezien onder Woodward County.

## Demografie
Bij de volkstelling in 2000 werd het aantal inwoners vastgesteld op 328.
In 2006 is het aantal inwoners door het United States Census Bureau geschat op 332, een stijging van 4 (1,2%).

## Geografie
Volgens het United States Census Bureau beslaat de plaats een oppervlakte van
0,6 km², geheel bestaande uit land. Fort Supply ligt op ongeveer 610 m boven zeeniveau.

## Plaatsen in de nabije omgeving
De onderstaande figuur toont nabijgelegen plaatsen in een straal van 36 km rond Fort Supply.